# David Roditi
David Roditi, né le 30 novembre 1973 à Mexico, est un ancien joueur de tennis professionnel mexicain.
Il a atteint quatre finales en double sur le circuit ATP et a remporté un tournoi Challenger à Zagreb en 1997.
Il réalise sa meilleure performance en 1998, en atteignant les demi-finales du Masters de Cincinnati avec Michael Tebbutt.
Il a également joué 10 doubles au sein de l'équipe du Mexique de Coupe Davis dont un en barrages du groupe mondial face à l'Allemagne en 1997.

## Palmarès

### Finales en double messieurs
| No | Date       | Nom et lieu du tournoi                       | Catégorie    | Dotation  | Surface      | Vainqueurs                       | Partenaire     | Score         |  |
| -- | ---------- | -------------------------------------------- | ------------ | --------- | ------------ | -------------------------------- | -------------- | ------------- |  |
| 1  | 04-08-1997 | Tournoi de tennis de Saint-Marin Saint-Marin | World Series | 275 000 $ | Terre (ext.) | Cristian Brandi Filippo Messori  | Brandon Coupe  | 7-5, 6-4      |  |
| 2  | 16-02-1998 | Kroger St. Jude Memphis                      | Series Gold  | 700 000 $ | Dur (int.)   | Todd Woodbridge Mark Woodforde   | Ellis Ferreira | 6-3, 6-4      |  |
| 3  | 06-04-1998 | Estoril Open Estoril                         | Int' Series  | 600 000 $ | Terre (ext.) | Donald Johnson Francisco Montana | Fernon Wibier  | 6-1, 2-6, 6-1 |  |
| 4  | 26-10-1998 | Abierto Mexicano Telcel Mexico               | Int' Series  | 315 000 $ | Terre (ext.) | Jiří Novák David Rikl            | Daniel Orsanic | 6-4, 6-2      |  |

## Parcours dans les tournois duGrand Chelem

### En simple
N'a jamais participé à un tableau final.

### En double
| Année | Open d'Australie               | Open d'Australie     | Internationaux de France   | Internationaux de France  | Wimbledon                    | Wimbledon           | US Open                      | US Open                  |
| ----- | ------------------------------ | -------------------- | -------------------------- | ------------------------- | ---------------------------- | ------------------- | ---------------------------- | ------------------------ |
| 1997  | —                              | —                    | —                          | —                         | —                            | —                   | 1/8 de finale A. Berasategui | D. Adams W. Ferreira     |
| 1998  | 1er tour (1/32) A. Berasategui | G. Doyle T. Larkham  | 1er tour (1/32) D. Bowen   | J. Burillo M.-K. Goellner | 1er tour (1/32) S. Sargsian  | N. Broad P. Norval  | 2e tour (1/16) L. Arnold Ker | J.-L. de Jager R. Koenig |
| 1999  | 1/8 de finale M. Tebbutt       | E. Ferreira R. Leach | 1er tour (1/32) M. Tebbutt | D. Prinosil D. Vacek      | 1er tour (1/32) P. Goldstein | L. Bale G. Stafford | 1er tour (1/32) M. García    | M. Keil L. Lobo          |

N.B. : le nom du ou de la partenaire se trouve sous le résultat ; le nom des ultimes adversaires se trouve à droite.